# Богородский путепровод
Богоро́дский путепрово́д (иногда: Лосиноостро́вский путепрово́д) — автомобильно-пешеходный путепровод на востоке города Москвы в 14,6 км от центра города. Соединяет территории района «Богородское» и района «Метрогородок» Восточного административного округа, проходя над железнодорожными Московского центрального кольца путями между станциями «Белокаменная» и «Локомотив»; путепровод находится над южной горловиной железнодорожной станции «Белокаменная». По путепроводу проходит Лосиноостровская улица: дорога (проезжая часть) и тротуар.

## История
Расположен на трассе Лосиноостровской улицы и назван соответственно. Первый путепровод через Малое кольцо Окружной МЖД был сооружён  в 1905—1907 гг.под руководством П. В. Шмакова и назывался Богородским путепроводом. Взамен него в 1973 году был построен второй путепровод.  В 2001 г. сооружён третий по счёту путепровод, простоявший до 1 июля 2015 г. и разобранный в связи с предстоящим запуском пассажирского движения по Малому кольцу Московской железной дороги (Московское центральное кольцо) и изменениями требований к габаритам —  переустройством под монтаж контактной сети.
К лету 2017 года новый (четвёртый по счёту) путепровод был построен, асфальт уложен, но автомобильное движение не было открыто, хотя осуществлялось велосипедное движение.
Официально открыт для движения 25 декабря 2017 года, автобусное движение восстановлено на следующий день.
Изгиб трассы Лосиноостровской улицы в этом месте обусловлен определёнными техническими сложностями в довоенные времена[что?] при сооружении мостов и путепроводов, расположенных под острым углом к препятствию.
В ноябре 2020 года путепровод был вновь закрыт для проезда и частично снесён. Было начато строительство пятого по счёту (третьего за 20 лет!) путепровода. Та часть, что проходит над путями МЦК, сохранена: она, со стороны СВХ, опирается на колонны, специально сделанные с учётом  дальнейшей реконструкции (которая не понадобилась бы, если бы данный участок хорды проходил в тоннеле, — как это планировалось изначально).

## Описание
Путепровод состоит из шести частей:
1. фрагмент над МЦК: с одной стороны опирается на устой; с другой стороны — на ряд колонн;
2. фрагмент над будущим дополнительным путём МКМЖД;
3. промежуточный пролёт;
4. пролёт над СВХ, первая часть (под ним будет осуществляться движение в сторону Открытого шоссе);
5. пролёт над СВХ, вторая часть (под ним будет осуществляться движение в сторону Ярославского шоссе);
6. поворотный съезд с путепровода на Лосиноостровскую улицу.

2-й и 3-й, а также 4-й и 5-й элементы путепровода конструктивно выполнены одним монолитным блоком, см. Видео строительства с 0:32.
Подъезд к путепроводу со стороны Сокольников осуществляется по дороге, проходящей по поднимающейся  до уровня путепровода насыпи.

## Конструкция[2]
- Материал — железобетонный монолит, железобетонные балки.
  - снижения от устоев — песок:
    - в рамках опорных стен с одной стороны
    - и насыпи — с другой стороны.
- Ширина автомобильной проезжей части: 2 полосы, по 1 в каждом направлении.
- Ширина тротуаров: 1×1,5 метра.
- Опоры: 
  - 2 промежуточных пилона
  - плюс коробчатый железобетонный каркас с промежуточной опорой для пропуска сквозь него СВХ.

- Длина: XXX метра. (нет данных)
- Ширина: XX метра. (нет данных); вмещает 2 (две) полосы движения.

## Реконструкция
Работы по воссозданию Богородского путепровода при строительстве СВХ изначально планировалось закончить в мае 2021 года.
После окончания  реконструкции 24 августа 2021 года, было вновь открыто движение по Богородскому путепроводу.

### Организация движения
24 августа 2021 года, в день открытия путепровода после реконструкции, навсегда запрещён поворот с Лосиноостровской улицы на СВХ.

## Соседние путепроводы через железнодорожные пути Малого кольцаОкружной МЖД
- По часовой стрелке — Мытищинский путепровод
- Против часовой стрелки — Абрамцевский путепровод

## Транспорт

### Автобус
- 75: Дворец спорта «Сокольники» —  Бульвар Рокоссовского
- 822:  Бульвар Рокоссовского — Платформа «Яуза»

### Метрополитен
- Станция метро «Бульвар Рокоссовского».

### Железнодорожный транспорт
- Станция «Белокаменная» Московского центрального кольца[7] (в 500 метрах к северо-западу от путепровода»).
- Ожидается создание ещё одного железнодорожного пути МКМЖД, который будет проходить под путепроводом.

## Перспективы развития
Начата реконструкция в ходе строительства Северо-Восточной хорды. Работы по воссозданию на Богородском путепроводе планируется закончить в мае 2021 года.